# Fossa delle Sandwich Australi

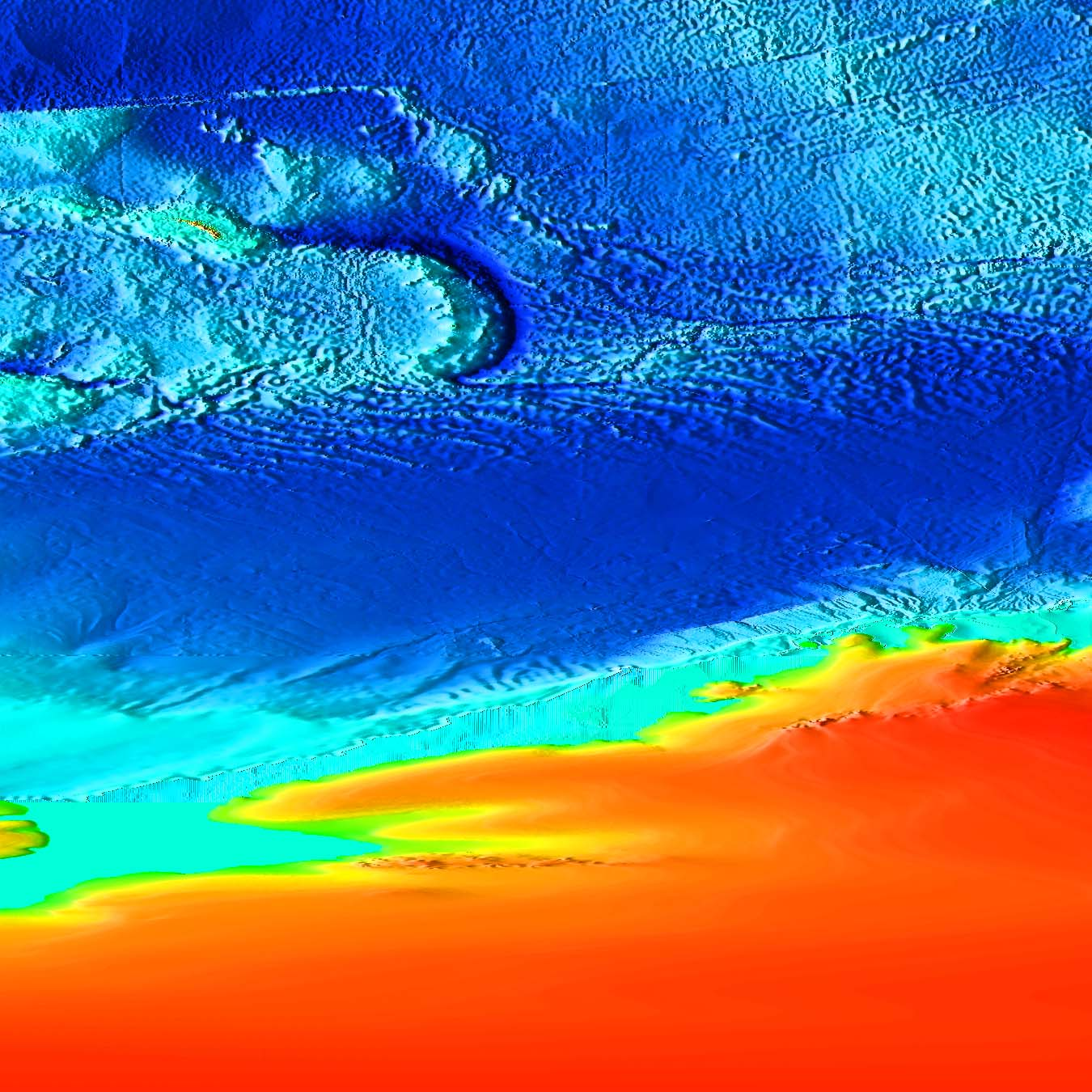
L'arco blu più scuro al centro dell'immagine è la fossa delle Sandwich Australi.

La fossa delle Sandwich Australi è una fossa profonda e arcuata che si trova nell'oceano Atlantico, circa 100 km a est delle isole da cui prende il nome.
Si allunga parallelamente alla dorsale sottomarina dalla quale affiora la zolla che comprende le isole, ed è originata dalla subduzione della porzione meridionale della placca sudamericana al di sotto della più piccola zolla delle Sandwich. Dalla subduzione consegue che l'arcipelago sia un arco insulare vulcanico, con un vulcano attivo (il monte Belinda sull'isola Montagu).
Raggiunge una profondità massima di 8.264 m (nell'abisso Meteor, coordinate 55°40′S 25°55′W, 122 km a nordest dell'isola di Zavodovski), e ciò la rende la fossa più profonda nell'Atlantico meridionale, la seconda nell'intero oceano, preceduta da quella di Porto Rico.
Si sviluppa lungo 965 km, raggiungendo, con la sua porzione più meridionale, la latitudine di 60°S, che la fa entrare nell'oceano Antartico e ottenere la palma di punto più profondo dello stesso, alle coordinate 60°S 24°W, con profondità 7235 metri sotto il livello del mare.

## Origine del nome
Il nome della fossa, così come quello delle isole, è legato all'ammiraglio britannico John Montagu, quarto conte di Sandwich (1718-1792).